# Покровка (Баштанський район)
Покро́вка — село в Україні, у Казанківській селищній громаді Баштанського району Миколаївської області. Населення становить 16 осіб.

## Географія
Понад селом тече річка Балка Лозоватка.